# Lista chorążych reprezentacji Afganistanu na igrzyskach olimpijskich
Lista chorążych reprezentacji Afganistanu na igrzyskach olimpijskich – lista zawodników i zawodniczek reprezentacji Afganistanu, którzy podczas ceremonii otwarcia nowożytnych igrzysk olimpijskich nieśli flagę Afganistanu.

## Chronologiczna lista chorążych
| Lp. | Rok i miejsce   | Chorąży                 | Dyscyplina    |
| --- | --------------- | ----------------------- | ------------- |
| 1   | 1936, Berlin    | b.d                     |               |
| 2   | 1948, Londyn    | b.d                     |               |
| 3   | 1956, Melbourne | b.d                     |               |
| 4   | 1960, Rzym      | b.d                     |               |
| 5   | 1964, Tokio     | b.d                     |               |
| 6   | 1968, Meksyk    | b.d                     |               |
| 7   | 1972, Monachium | Ghulam Dastagir         | Zapasy        |
| 8   | 1980, Moskwa    | b.d                     |               |
| 9   | 1988, Seul      | b.d                     |               |
| 10  | 1996, Atlanta   | Muhamed Aman            | b.d           |
| 11  | 2004, Ateny     | Nina Suratger           | b.d           |
| 12  | 2008, Pekin     | Nesar Ahmad Bahave      | Taekwondo     |
| 13  | 2012, Londyn    | Nesar Ahmad Bahave      | Taekwondo     |
| 14  | 2016, Rio       | Mohammad Tawfiq Bakhshi | Judo          |
| 15  | 2020, Tokio     | Farzad Mansouri         | Taekwondo     |
| 15  | 2020, Tokio     | Kamia Yousufi           | Lekkoatletyka |